# 모트와바강

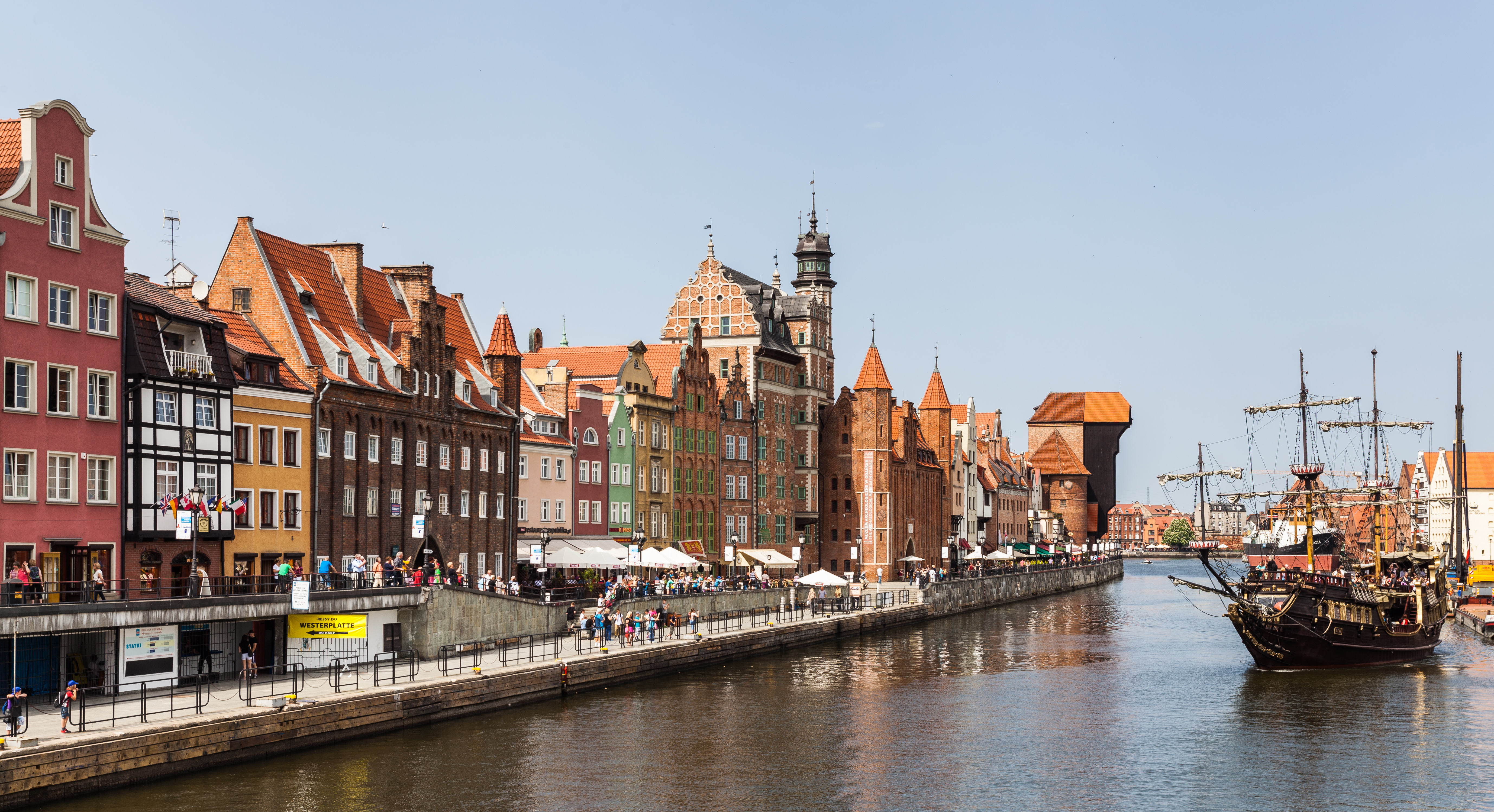
그단스크를 흐르는 모트와바강

모트와바강(폴란드어: Motława)는 폴란드 북부를 흐르는 강이다. 모트와바강은 슈페가프스키에 호수에서 발원하며 스타로가르트그단스키에서 북동쪽으로 흐른다. 모트와바강 로키츠키에 호수를 거쳐 비스와강의 지류인 마르트바비스와강까지 흐른다. 이 강의 총 길이는 68km로 추산되고, 유역 면적은 1511.3 km2이다.